# Centralny Ośrodek Doskonalenia Kadr Laickich
Centralny Ośrodek Doskonalenia Kadr Laickich – istniejąca w okresie Polski Ludowej instytucja z siedzibą w Warszawie zajmująca się kształceniem działaczy państwowych, w tym nauczycieli, na potrzeby popieranego przez państwo procesu ateizacji życia publicznego w Polsce, w tym ograniczania wpływu Kościoła katolickiego na społeczeństwo polskie. Ośrodek był instrumentem realizacji założeń polityki wyznaniowej władz PRL. Ściśle współpracował z Towarzystwem Krzewienia Kultury Świeckiej. Obok działalności dydaktycznej instytucja prowadziła też aktywność wydawniczą.
Ośrodek miał agendy terenowe w postaci Międzywojewódzkich Ośrodków Doskonalenia Kadr Laickich.
Wśród autorów publikacji wydanych przez Centralny Ośrodek byli m.in.: Edward Ciupak, Jerzy Feliks Godlewski, Józef Grudzień, Edward Grzelak, Henryk Jankowski, Tadeusz M. Jaroszewski, Ignacy Krasicki, Bożena Krzywobłocka, Stanisław Markiewicz, Aleksander Merker, Wiesław Mysłek, Juliusz Stroynowski, Eleonora Syzdek, Andrzej Tokarczyk, Jan Wierusz-Kowalski.

## Publikacje Ośrodka (lista niepełna)
1964:
- Edward Ciupak, Procesy przemian kultu religijnego w Polsce, Centralny Ośrodek Doskonalenia Kadr Laickich, Warszawa 1964.
- Edward Grzelak, VIII rok klerykalnego planu Millenium, Centralny Ośrodek Doskonalenia Kadr Laickich, Warszawa 1964.
- Stanisław Jedynak, Wstęp do etyki, Centralny Ośrodek Doskonalenia Kadr Laickich, Warszawa 1964.
- Adam Kersten, Obrona klasztoru w Jasnej Górze, Centralny Ośrodek Doskonalenia Kadr Laickich, Warszawa 1964.
- Zofia Krzysztoszek, Praca wychowawcza w szkole podstawowej, Centralny Ośrodek Doskonalenia Kadr Laickich, Warszawa 1964.
- Wiesław Lang, Laicyzacja kultury, Centralny Ośrodek Doskonalenia Kadr Laickich, Warszawa 1964.
- Władysław Leszczyński, Kościół i film, Centralny Ośrodek Doskonalenia Kadr Laickich, Warszawa 1964.
- Mieczysław Michalik, Stosunek do pracy i własności społecznej jako problem moralny, Centralny Ośrodek Doskonalenia Kadr Laickich, Warszawa 1964.
- Mieczysław Michalik, Zaangażowanie społeczne jako postulat moralny, Centralny Ośrodek Doskonalenia Kadr Laickich, Warszawa 1964.
- Wiesław Mysłek, Techniki "duszpasterskie" w środowisku młodzieży, Centralny Ośrodek Doskonalenia Kadr Laickich, Warszawa 1964.
- Jerzy Pawłowski, Z zagadnień estetyki neotomistycznej, Centralny Ośrodek Doskonalenia Kadr Laickich, Warszawa 1964.
- Zygmunt Poniatowski, Antropologia religijna, Centralny Ośrodek Doskonalenia Kadr Laickich, Warszawa 1964.
- Zygmunt Poniatowski, Kosmologia religijna. Religijna teoria świata, Centralny Ośrodek Doskonalenia Kadr Laickich, Warszawa 1964.
- Tadeusz Płużański, Wokół encykliki "Ecclesian suam". Teksty referatów wygłoszonych na seminarium Centralnego Ośrodka Doskonalenia Kadr Laickich, Centralny Ośrodek Doskonalenia Kadr Laickich, Warszawa 1964.
- Zbigniew Zaborowski, Rodzina jako grupa społeczno-wychowawcza, Centralny Ośrodek Doskonalenia Kadr Laickich, Warszawa 1964.

1965:
- Henryk Chyliński, Etyka i wychowanie moralne. Przewodnik bibliograficzny, Centralny Ośrodek Doskonalenia Kadr Laickich, Warszawa 1965.
- Henryk Chyliński, Wybrane problemy Nowego Testamentu, Centralny Ośrodek Doskonalenia Kadr Laickich, Warszawa 1965.
- Henryk Chyliński, Religie pozachrześcijańskie, Centralny Ośrodek Doskonalenia Kadr Laickich, Warszawa 1965.
- Henryk Chyliński, Religioznawstwo i problemy laicyzacji. Przewodnik bibliograficzny, Centralny Ośrodek Doskonalenia Kadr Laickich, Warszawa 1965.
- Henryk Chyliński, Struktura i dzieje Nowego Testamentu, Centralny Ośrodek Doskonalenia Kadr Laickich, Warszawa 1965.
- Czesław Czapów, Kształtowanie postaw w wychowaniu socjalistycznym, Centralny Ośrodek Doskonalenia Kadr Laickich, Warszawa 1965, ss. 123.
- Edward Grzelak, Kardynał Wyszyński a sprawa dwudziestej rocznicy zwycięstwa nad faszyzmem, Centralny Ośrodek Doskonalenia Kadr Laickich, Warszawa 1965.
- Edward Grzelak, Kościół a sanacja. Wybór artykułów o stosunku Kościoła do państwa w międzywojennym dwudziestoleciu, Centralny Ośrodek Doskonalenia Kadr Laickich, Warszawa 1965.
- Marian Jakubowski, Niektóre problemy pedagogiki opiekuńczej. Konspekt cyklu wykładów, Centralny Ośrodek Doskonalenia Kadr Laickich, Warszawa 1965.
- Tadeusz Malinowski, Ideologia i wychowanie, Centralny Ośrodek Doskonalenia Kadr Laickich, Warszawa 1965.
- Stanisław Markiewicz,	Ostatni etap kościelnego millenium, Centralny Ośrodek Doskonalenia Kadr Laickich, Warszawa 1965.
- Stanisław Markiewicz, Społeczno-polityczne ugrupowania katolików świeckich w Polsce Ludowej, Centralny Ośrodek Doskonalenia Kadr Laickich, Warszawa 1965.
- Mieczysław Michalik, Zagadnienie humanizmu we współczesnej etyce, Centralny Ośrodek Doskonalenia Kadr Laickich, Warszawa 1965.
- Stanisław Kalman, Szkice z historii soborów powszechnych, Centralny Ośrodek Doskonalenia Kadr Laickich, Warszawa 1965.
- Stanisław Markiewicz, III sesja II soboru watykańskiego. Wybrane korespondencje z Rzymu, Centralny Ośrodek Doskonalenia Kadr Laickich, Warszawa 1965.
- Michał Miksa, Struktura i problematyka Starego Testamentu, Centralny Ośrodek Doskonalenia Kadr Laickich, Warszawa 1965, ss. 92.
- Wiesław Mysłek, Kościół katolicki wobec spraw polityczno-ustrojowych. Wybór artykułów, Centralny Ośrodek Doskonalenia Kadr Laickich, Warszawa 1965.
- Poglądy etyczne klasyków filozofii, Centralny Ośrodek Doskonalenia Kadr Laickich, Warszawa 1965.
- Jerzy Prokopiuk, Psychologia głębi a religia, Centralny Ośrodek Doskonalenia Kadr Laickich, Warszawa 1965.
- Eleonora Syzdek, Państwo ludowe i Kościół katolicki, Centralny Ośrodek Doskonalenia Kadr Laickich, Warszawa 1965.
- Michał Szulkin, Z dziejów ruchu wolnomyślicielskiego w Polsce 1906-1936, Centralny Ośrodek Doskonalenia Kadr Laickich, Warszawa 1965.
- Emilia Żyro, Wolność, równość, sprawiedliwość u Karola Marksa, Centralny Ośrodek Doskonalenia Kadr Laickich, Warszawa 1965.

1966:
- Jan Danecki, Z zagadnień czasu wolnego Cz. 2, Centralny Ośrodek Doskonalenia Kadr Laickich, Warszawa 1966, ss. 73.
- Edward Grzelak, Wolność sumienia i wyznania, Centralny Ośrodek Doskonalenia Kadr Laickich, Warszawa 1966.
- Henryk Hinz, Dwie wizje dziejów Polski, Centralny Ośrodek Doskonalenia Kadr Laickich, Warszawa 1966.
- Stanisław Jedynak, Zarys historii etyki starożytnej, Centralny Ośrodek Doskonalenia Kadr Laickich, Warszawa 1966, ss. 66.
- Czesław Kowal, Własność społeczna w świadomości i postępowaniu ludzi, Centralny Ośrodek Doskonalenia Kadr Laickich, Warszawa 1966.
- Bożena Krzywobłocka, Orędzie a millenium, Centralny Ośrodek Doskonalenia Kadr Laickich, Warszawa 1966.
- Ûrij Aleksandrovič Levada, Świadomość religijna a świat współczesny, Centralny Ośrodek Doskonalenia Kadr Laickich, Warszawa 1966.
- Stanisław Markiewicz, Mniejszości wyznaniowe wobec obchodów Tysiąclecia Państwa Polskiego i millenium chrześcijaństwa, Centralny Ośrodek Doskonalenia Kadr Laickich, Warszawa 1966.
- Wojciech Pomykało, Laicyzacja – ale jaka?, Centralny Ośrodek Doskonalenia Kadr Laickich, Warszawa 1966.
- Wojciech Pomykało, Państwo a Kościół w Polsce Ludowej 1944-1956, Centralny Ośrodek Doskonalenia Kadr Laickich, Warszawa 1966.
- Michał Teofil Staszewski, Kościół wobec wolnomyślicielstwa i różnowierstwa w Polsce 1913-1932, Centralny Ośrodek Doskonalenia Kadr Laickich, Warszawa 1966.
- Edmund Staszyński, Marks i Engels o wychowaniu , Centralny Ośrodek Doskonalenia Kadr Laickich, Warszawa 1966.
- Mieczysław Wychowaniec, Postawa polityczna i ideologiczna polskiego episkopatu w okresie dwudziestolecia PRL, Centralny Ośrodek Doskonalenia Kadr Laickich, Warszawa 1966.
- Halina Winnicka, Kościół katolicki wobec spraw narodu polskiego 1779-1948. Wybór źródeł, Centralny Ośrodek Doskonalenia Kadr Laickich, Warszawa 1966.
- Wydawnictwa katolickie w Polsce, Centralny Ośrodek Doskonalenia Kadr Laickich, Warszawa 1966.

1967:
- Janina Bączyk, Problematyka etyczna w czasopismach polskich. Bibliografia 1944-1965, Centralny Ośrodek Doskonalenia Kadr Laickich, Warszawa 1967.
- Edward Grzelak, Państwo i Kościół w sprawie nauczania religii. Materiały wybrane, Centralny Ośrodek Doskonalenia Kadr Laickich, Warszawa 1967.
- Edward Grzelak, Państwo wobec religii w konstytucjach krajów Afryki (materiały szkoleniowe), Centralny Ośrodek Doskonalenia Kadr Laickich, Warszawa 1967.
- Edward Grzelak, Państwo wobec religii w konstytucjach krajów kontynentu amerykańskiego (materiały szkoleniowe), Centralny Ośrodek Doskonalenia Kadr Laickich, Warszawa 1967.
- H. Grzelecki, J. Kaniewski, Wokół chrześcijańskiego ideału wychowania, Centralny Ośrodek Doskonalenia Kadr Laickich, Warszawa 1967.
- Tadeusz Maciej Jaroszewski, Kościół a świat współczesny. Uwagi o soborowej konstytucji "Gaudium et spes" (materiały szkoleniowe), Centralny Ośrodek Doskonalenia Kadr Laickich, Warszawa 1967, ss. 99.
- Władysław Leszczyński, Katolicyzm i kultura, Centralny Ośrodek Doskonalenia Kadr Laickich, Warszawa 1967.
- Stanisław Markiewicz, Co sądzić o soborowej Deklaracji o wychowaniu chrześcijańskim, Centralny Ośrodek Doskonalenia Kadr Laickich, Warszawa 1967.
- Stanisław Markiewicz, Katolicyzm w Ameryce Łacińskiej (materiały szkoleniowe), Centralny Ośrodek Doskonalenia Kadr Laickich, Warszawa 1967.
- Halina Michalak, Wychowanie. Bibliografia – wydawnictwa zwarte 1960-1966, Centralny Ośrodek Doskonalenia Kadr Laickich, Warszawa 1967.
- Jerzy Karol Mirecki, Model osobowy w ujęciu Przewodnika Katolickiego (materiały szkoleniowe), Centralny Ośrodek Doskonalenia Kadr Laickich, Warszawa 1967.
- Wiesław Mysłek, Z problemów polityki wschodniej Kościoła katolickiego w Polsce w latach 1918-1939. Szkice (materiały szkoleniowe), Centralny Ośrodek Doskonalenia Kadr Laickich, Warszawa 1967.
- Państwo i Kościół w sprawie nauczania religii. Materiały wybrane (materiały szkoleniowe), Centralny Ośrodek Doskonalenia Kadr Laickich, Warszawa 1967.
- Tadeusz Płużański, O Kościele w okresie posoborowym (materiały szkoleniowe), Centralny Ośrodek Doskonalenia Kadr Laickich, Warszawa 1967.
- Wojciech Pomykało, Filozofia człowieka w świetle głównych tendencji ideowo-moralnych współczesności (materiały szkoleniowe), Centralny Ośrodek Doskonalenia Kadr Laickich, Warszawa 1967.
- Ryszard Radwiłowicz, O kształtowaniu światopoglądu (materiały szkoleniowe), Centralny Ośrodek Doskonalenia Kadr Laickich, Warszawa 1967.
- Edmund Staszyński, Rozwój oświaty w ZSRR w pięćdziesięcioleciu (materiały szkoleniowe), Centralny Ośrodek Doskonalenia Kadr Laickich, Warszawa 1967.
- Jan Wierusz-Kowalski,	Wokół soborowej deklaracji o wolności religijnej (materiały szkoleniowe), Centralny Ośrodek Doskonalenia Kadr Laickich, Warszawa 1967.
- Wokół soborowej deklaracji o wolności religijnej. Materiały szkoleniowe, red. Jan Wierusz-Kowalski, Centralny Ośrodek Doskonalenia Kadr Laickich, Warszawa 1967.

1968:
- Feliks W. Araszkiewicz, Z dziejów walki o laicyzację szkoły i wychowania w Polsce w latach 1914-1939. Cz. 2. Opór przeciwko polityce klerykalizowania szkoły i wychowania w latach 1922-1927, Centralny Ośrodek Kształcenia Kadr Laickich, Warszawa 1968.
- Edward Ciupak, Katolicyzm tradycyjny w Polsce, Centralny Ośrodek Doskonalenia Kadr Laickich, Warszawa 1968.
- Jan Danecki, Z doświadczeń pracy wychowawczej w ZSRR. Wybór artykułów (materiały szkoleniowe), Centralny Ośrodek Doskonalenia Kadr Laickich, Warszawa 1968.
- Seweryn Gerus, Szkic o źródłach, celach i zakresie katolickiego wzorca patriotycznego, Centralny Ośrodek Doskonalenia Kadr Laickich, Warszawa 1968.
- Ûrij Ivanovič Girman, Na czym polega istota wolności sumienia, Centralny Ośrodek Doskonalenia Kadr Laickich, Warszawa 1968.
- Józef Grudzień, Stosunek Kościoła rzymskokatolickiego do ateizmu i ludzi niewierzących. Zarys historyczny, Centralny Ośrodek Doskonalenia Kadr Laickich, Warszawa 1968, ss. 111.
- Tadeusz Maciej Jaroszewski, Wokół encykliki Populorum progressio, Centralny Ośrodek Doskonalenia Kadr Laickich, Warszawa 1968.
- Ignacy Krasicki, Judaizm jako światopoglądowe źródło syjonizmu, Centralny Ośrodek Doskonalenia Kadr Laickich, Warszawa 1968.
- Kazimierz Królikowski, Katolicyzm w świecie współczesnym. Zachód i "Trzeci Świat" (materiały szkoleniowe), Centralny Ośrodek Doskonalenia Kadr Laickich, Warszawa 1968.
- Józef Mazanowski, Kościelny majątek nieruchomy (materiały szkoleniowe), Centralny Ośrodek Doskonalenia Kadr Laickich, Warszawa 1968.
- O kierowniczej roli partii w systemie PRL. Wybrane zagadnienia (materiały szkoleniowe), Centralny Ośrodek Szkolenia Kadr Laickich, Warszawa 1968, ss. 30.
- Prawo wyznaniowe Polski Ludowej. Wybrane przepisy, Centralny Ośrodek Doskonalenia Kadr Laickich, Warszawa 1968.
- Michał Teofil Staszewski, Z problematyki konkordatów i porozumień (materiały szkoleniowe), Centralny Ośrodek Doskonalenia Kadr Laickich, Warszawa 1968.
- Janusz Sztumski, Wstęp do socjologii religii, Centralny Ośrodek Doskonalenia Kadr Laickich, Warszawa 1968.
- Jan Wronowski, O dochodach księży rzymskokatolickich, Centralny Ośrodek Doskonalenia Kadr Laickich, Warszawa 1968.
- Marian Żychowski, Tradycje walki o laicyzację w Polsce i leninowskie zasady polityki wyznaniowej PPR (materiały szkoleniowe), Centralny Ośrodek Doskonalenia Kadr Laickich, Warszawa 1968.

1969:
- Feliks W. Araszkiewicz, Z dziejów walki o laicyzację szkoły i wychowania w Polsce w latach 1914-1939, Centralny Ośrodek Doskonalenia Kadr Laickich, Warszawa 1969.
- Adam Ciechanowski, Socjologiczne problemy powołań kapłańskich w Polsce w latach 1944-1964, Centralny Ośrodek Doskonalenia Kadr Laickich, Warszawa 1969.
- Formy działalności środowiskowej Kościoła katolickiego w Polsce (materiały szkoleniowe), Centralny Ośrodek Doskonalenia Kadr Laickich, Warszawa 1969.
- Jan Guranowski, Watykańskie koncepcje "dialogu z ateizmem". Od Pacem in terris do Ecclesiam suam (materiały szkoleniowe), Centralny Ośrodek Doskonalenia Kadr Laickich, Warszawa 1969.
- Henryk Jankowski, Moralność i obyczaje. Materiały szkoleniowe, Centralny Ośrodek Doskonalenia Kadr Laickich, Warszawa 1969, ss. 101.
- Stanisław Markiewicz, Encyklika Humanae vitae przejawem kryzysu w Kościele, Centralny Ośrodek Doskonalenia Kadr Laickich, Warszawa 1969.
- Materiały i dokumenty formy działalności środowiskowej Kościoła katolickiego w Polsce, Centralny Ośrodek Doskonalenia Kadr Laickich, Warszawa 1969.
- Edmund Męclewski, Duszpasterstwo czy polityka?, Centralny Ośrodek Doskonalenia Kadr Laickich, Warszawa 1969.
- Mirosław Nowaczyk, Ewolucjonizm w religioznawstwie (materiały szkoleniowe), Centralny Ośrodek Doskonalenia Kadr Laickich, Warszawa 1969.
- Prawo wyznaniowe Polski okresu międzywojennego 1918-1939. Wybrane przepisy, Centralny Ośrodek Doskonalenia Kadr Laickich, Warszawa 1969.
- Czesław Staciwa, Psychologia religii. Wybór problemów (materiały szkoleniowe), Centralny Ośrodek Doskonalenia Kadr Laickich, Warszawa 1969.
- Maria Śliwińska, Stanowisko ośrodków klerykalnych wobec początków ruchu robotniczego w Wielkopolsce (materiały szkoleniowe), Centralny Ośrodek Doskonalenia Kadr Laickich, Warszawa 1969.
- Andrzej Tokarczyk, Informator o wyznaniach nierzymskokatolickich w Polsce. Materiały szkoleniowe, Centralny Ośrodek Doskonalenia Kadr Laickich, Warszawa 1969.

1970:
- Edward Grzelak, Wolność sumienia w dokumentach ONZ. Wybór dokumentów (materiały szkoleniowe), Centralny Ośrodek Doskonalenia Kadr Laickich, Warszawa 1970.
- Władysław Leszczyński, O niektórych problemach adaptacji katolicyzmu do kultury laickiej (materiały szkoleniowe), Towarzystwo Krzewienia Kultury Świeckiej, Centralny Ośrodek Doskonalenia Kadr Laickich, Warszawa 1970.
- Wiesław Mysłek, Kierownictwo Kościoła rzymsko-katolickiego wobec Polski Ludowej 1944-1969 (materiały szkoleniowe), Centralny Ośrodek Doskonalenia Kadr Laickich, Warszawa 1970.
- Problemy etyki marksistowskiej. Wybór tekstów, Centralny Ośrodek Doskonalenia Kadr Laickich, Towarzystwo Krzewienia Kultury Świeckiej, Warszawa 1970, ss. 111.
- Andrzej Rutkowski, Waldemar Kamiński, Laicyzacja a działalność kulturalno-oświatowa. Materiały oświatowe, Centralny Ośrodek Doskonalenia Kadr Laickich, Warszawa 1970.

1971:
- Maria Bronikowska, Bibliografia prac A. Makarenki i prac o Makarence wydanych w Polsce w latach 1946-1969, Towarzystwo Krzewienia Kultury Świeckiej, Centralny Ośrodek Doskonalenia Kadr Laickich, Warszawa 1971.
- Tadeusz Hudyga, Episkopat i Watykan a polskie Ziemie Zachodnie i Północne w latach 1945-1950, Towarzystwo Krzewienia Kultury Świeckiej, Centralny Ośrodek Doskonalenia Kadr Laickich, Warszawa 1971.
- Ignacy Krasicki, Ku czemu zmierza Watykan?, Towarzystwo Krzewienia Kultury Świeckiej, Centralny Ośrodek Doskonalenia Kadr Laickich, Warszawa 1971, ss. 101.

1972:
- Szkice o moralności społeczeństwa socjalistycznego, Towarzystwo Krzewienia Kultury Świeckiej, Centralny Ośrodek Doskonalenia Kadr Laickich, Warszawa 1972.

1973:
- Halina Maślińska, Etyka w ZSRR. Wybrane problemy, Towarzystwo Krzewienia Kultury Świeckiej, Centralny Ośrodek Doskonalenia Kadr Laickich, Warszawa 1973.

1974:
- Bronisław Gołębiowski, Przemiany moralne w Polsce Ludowej. Stenogram wykładu, TKKŚ, Centralny Ośrodek Doskonalenia Kadr Laickich, Warszawa 1974.
- Mieczysław Michalik, Praca jako wartość moralna, Centralny Ośrodek Doskonalenia Kadr Laickich, Warszawa 1974.
- Kiejstut Roman Szymański, Czynniki ideowo-moralne w zakładzie przemysłowym, TKKŚ, Centralny Ośrodek Doskonalenia Kadr Laickich, Warszawa 1974.

1975:
- Kulturotwórcza rola klasy robotniczej. Wybór tekstów, TKKŚ, Centralny Ośrodek Doskonalenia Kadr Laickich, Warszawa 1975.
- Stanisław Markiewicz, Problemy rozdziału Kościoła od państwa w RFN, TKKŚ, Centralny Ośrodek Doskonalenia Kadr Laickich, Warszawa 1975.
- Ludwik Jagiellak, Socjalistyczne obyczaje i obrzędy w zakładzie pracy, TKKŚ, Centralny Ośrodek Doskonalenia Kadr Laickich, Warszawa 1975.

1976:
- Jan Krzysztof Harasymowicz, Katolicka doktryna społeczna w świetle encyklik, TKKŚ, Centralny Ośrodek Doskonalenia Kadr Laickich, Warszawa 1976.
- Poradnik lektora, TKKŚ, Centralny Ośrodek Doskonalenia Kadr Laickich, Warszawa 1976.
- Prasa o młodzieży. Wybór tekstów z lat 1972-1974, TKKŚ, Centralny Ośrodek Doskonalenia Kadr Laickich, Warszawa 1976.

1977:
- Jerzy Feliks Godlewski, Realizacja zasady wolności sumienia w PRL a jej funkcjonowanie w krajach kapitalistycznych, TKKŚ, Centralny Ośrodek Doskonalenia Kadr Laickich, Warszawa 1977.
- Henryk Swienko, Polska bibliografia religioznawcza 1945-1975. Socjologia i psychologia religii i religijności, TKKŚ, Centralny Ośrodek Doskonalenia Kadr Laickich, Warszawa 1977.

1978:
- Józef Grudzień, Główne tendencje w pojmowaniu wiary we współczesnym kościele rzymskokatolickim, Centralny Ośrodek Doskonalenia Kadr Laickich, TKKŚ, Warszawa 1978.
- Antoni Klinger, Humanizm i kultura świecka, TKKŚ, Międzywojewódzki Ośrodek Doskonalenia Kadr Laickich, Wrocław 1978.

1979:
- Andrzej Michalak, Z problematyki laicyzacji i obrzędowości, Towarzystwo Krzewienia Kultury Świeckiej, Międzywojewódzki Ośrodek Doskonalenia Kadr Laickich, Miejskie Przedsiębiorstwo Usług Komunalnych we Wrocławiu, Wrocław 1979.
- Fridrih Grigorievič Ovsienko, O kształtowaniu światopoglądu w ZSRR, Wojskowa Akademia Polityczna im. Feliksa Dzierżyńskiego, Centralny Ośrodek Doskonalenia Kadr Laickich, Warszawa 1979.

1981:
- Edward Ciupak, Socjologia religii, Instytut Wydawniczy Związków Zawodowych, Towarzystwo Krzewienia Kultury Świeckiej, Centralny Ośrodek Doskonalenia Kadr Laickich, Warszawa 1981.
- Zenon Kawecki, Światopogląd maturzystów (na podstawie badań empirycznych), Centralny Ośrodek Doskonalenia Kadr Laickich, Warszawa 1981.

1983:
- Roman Wójcicki, Pedagogiczno-metodyczne aspekty działalności odczytowej lektora TKKŚ, TKKŚ, Centralny Ośrodek Doskonalenia Kadr Laickich, Warszawa 1983.

1984:
- Historyczne tło i aktualny stan stosunków między państwem a kościołem, Towarzystwo Krzewienia Kultury Świeckiej, Centralny Ośrodek Doskonalenia Kadr Laickich, Warszawa 1984.

1985:
- Tradycje i współczesność klerykalizmu politycznego. Materiały Konferencji Naukowej, Centralny Ośrodek Doskonalenia Kadr Laickich, Warszawa 1985, ss. 88.

1987:
- Stanisław Krawcewicz, Rozważania nad etyką zawodu nauczyciela, Instytut Wydawniczy Związków Zawodowych, Centralny Ośrodek Doskonalenia Kadr Laickich, Towarzystwo Krzewienia Kultury Świeckiej, Warszawa 1987[1].